# آنتا هلادیکووا
آنتا هلادیکووا (چکی: Aneta Hladíková؛ زادهٔ ۳۰ اوت ۱۹۸۴) دوچرخه‌سوار زن اهل جمهوری چک است.
وی در مسابقات کشوری و بین‌المللی در مجموع برندهٔ ۱ مدال نقره، ۲ مدال برنز شده‌است.